# Liste der Botschafter der Vereinigten Staaten im Jemen
Die Liste der Botschafter der Vereinigten Staaten in Jemen bietet einen Überblick über die Leiter der US-amerikanischen diplomatischen Vertretung im Jemen seit der Aufnahme diplomatischer Beziehungen bis heute.
Vor 1990 residierte der Botschafter lediglich in der Jemenitischen Arabischen Republik im Nordjemen, nicht in der Demokratischen Volksrepublik Jemen im Süden.

## Liste der Botschafter
| Amtszeit  | Name                    | Anmerkung                                                     |
| --------- | ----------------------- | ------------------------------------------------------------- |
| 1988–1991 | Charles Franklin Dunbar | bis 1990 Botschafter in der Jemenitischen Arabischen Republik |
| 1991–1994 | Arthur Hayden Hughes    |                                                               |
| 1994–1997 | David George Newton     |                                                               |
| 1997–2001 | Barbara Bodine          |                                                               |
| 2001–2004 | Edmund James Hull       |                                                               |
| 2004–2007 | Thomas C. Krajeski      |                                                               |
| 2007–2010 | Stephen Seche           |                                                               |
| 2010–2014 | Gerald M. Feierstein    |                                                               |
| 2014–2019 | Matthew H. Tueller      |                                                               |
| 2019–     | Christopher P. Henzel   |                                                               |